# Matilde Sabaté Grisó
Matilde Sabaté Grisó (Reus, Bajo Campo, 1904 - Gerona, 28 de junio de 1940) fue una anarcosindicalista, miliciana y maestra española. Fue la segunda mujer sometida a consejo de guerra sumarísimo y fusilada en Gerona y una de las 17 mujeres ejecutadas en Cataluña, víctimas de la represión franquista.

## Trayectoria
Nacida en Reus en 1904 era hija de Marc y Madrona. En la década de los años 20 su hermano Pedro, ferroviario como el padre, fue trasladado a Sils, en la comarca de La Selva, y ella decidió acompañarlo. Modista de profesión, una vez establecida inició una relación con José Soto Cortés, un obrero de la brigada del ferrocarril afiliado a la Unión General de Trabajadores (UGT) que al estallido de la Guerra civil, se convirtió en presidente del Comité Revolucionario de Sils.
Matilde se afilió a la Confederación Nacional del Trabajo (CNT) y se hizo miliciana. Más tarde el Consejo de la Nueva Escuela Unificada (CNEU) la nombró maestra de párvulos.
La derrota del Ejército Popular de la República supuso una dura represión de los vencidos. Desoyendo los consejos de su compañero, Matilde se negó a marchar al exilio. El 27 de febrero de 1939 fue detenida y conducida a la cárcel de Gerona. Sometida a consejo de guerra sumarísimo, el 21 de febrero de 1940 fue acusada de adhesión a la rebelión, de ser secretaria del comité revolucionario de Sils, de ir armada y vestida de miliciana, de haber acompañado un piquete en el saqueo, de participar en la destrucción de lugares de culto y de ser testigo de asesinatos. La sentencia fue de pena de muerte para ella y otras nueve personas, siendo fusilada en la tapia del cementerio de Gerona el 28 de junio de 1940 y enterrada en una fosa común. Tenía 36 años.